# Nado sincronizado nos Jogos Pan-Americanos de 1983
As competições de nado sincronizado nos Jogos Pan-Americanos de 1983 foram realizadas em Caracas, Venezuela. Esta foi a sexta edição do esporte nos Jogos Pan-Americanos. 

## Individual
| POSIÇÃO | NADADORA              | PONTOS  |
| ------- | --------------------- | ------- |
|         | Tracie Ruiz (USA)     | 190.499 |
|         | Sharon Hambrook (CAN) | 187.066 |
|         | Ana Amicarella (VEN)  | 166.683 |

## Dueto
| POSIÇÃO | NADADORAS                            | PONTOS  |
| ------- | ------------------------------------ | ------- |
|         | Candy Costie & Tracie Ruiz (USA)     | 188.550 |
|         | Penny Vilagos & Vicky Vilagos (CAN)  | 187.233 |
|         | Claudia Novelo & Pilar Ramírez (MEX) | 165.142 |

## Equipes
| POSIÇÃO | NAÇÃO              | PONTOS  |
| ------- | ------------------ | ------- |
|         | CAN Canadá         | 188.427 |
|         | USA Estados Unidos | 186.444 |
|         | MEX México         | 163.900 |

## Quadro de medalhas
| Posição | Nação              |   |   |   | Total |
| ------- | ------------------ | - | - | - | ----- |
| 1       | USA Estados Unidos | 2 | 1 | 0 | 3     |
| 2       | CAN Canadá         | 1 | 2 | 0 | 3     |
| 3       | MEX México         | 0 | 0 | 2 | 2     |
| 4       | VEN Venezuela      | 0 | 0 | 1 | 1     |
| Total   | Total              | 3 | 3 | 3 | 9     |